# Pelophryne macrotis
Pelophryne guentheri là một loài cóc thuộc họ Bufonidae.
Đây là loài đặc hữu của Malaysia.